# 普萊森特瓦利 (密蘇里州)
普萊森特瓦利（英語：Pleasant Valley）是位於美國密蘇里州克萊縣的城市。

## 人口
根據2020年美國人口普查的數據，普萊森特瓦利的面積為3.25平方千米，皆為陸地。當地共有人口2743人，而人口密度為每平方千米844人。